# دستجرد (جرقویه)

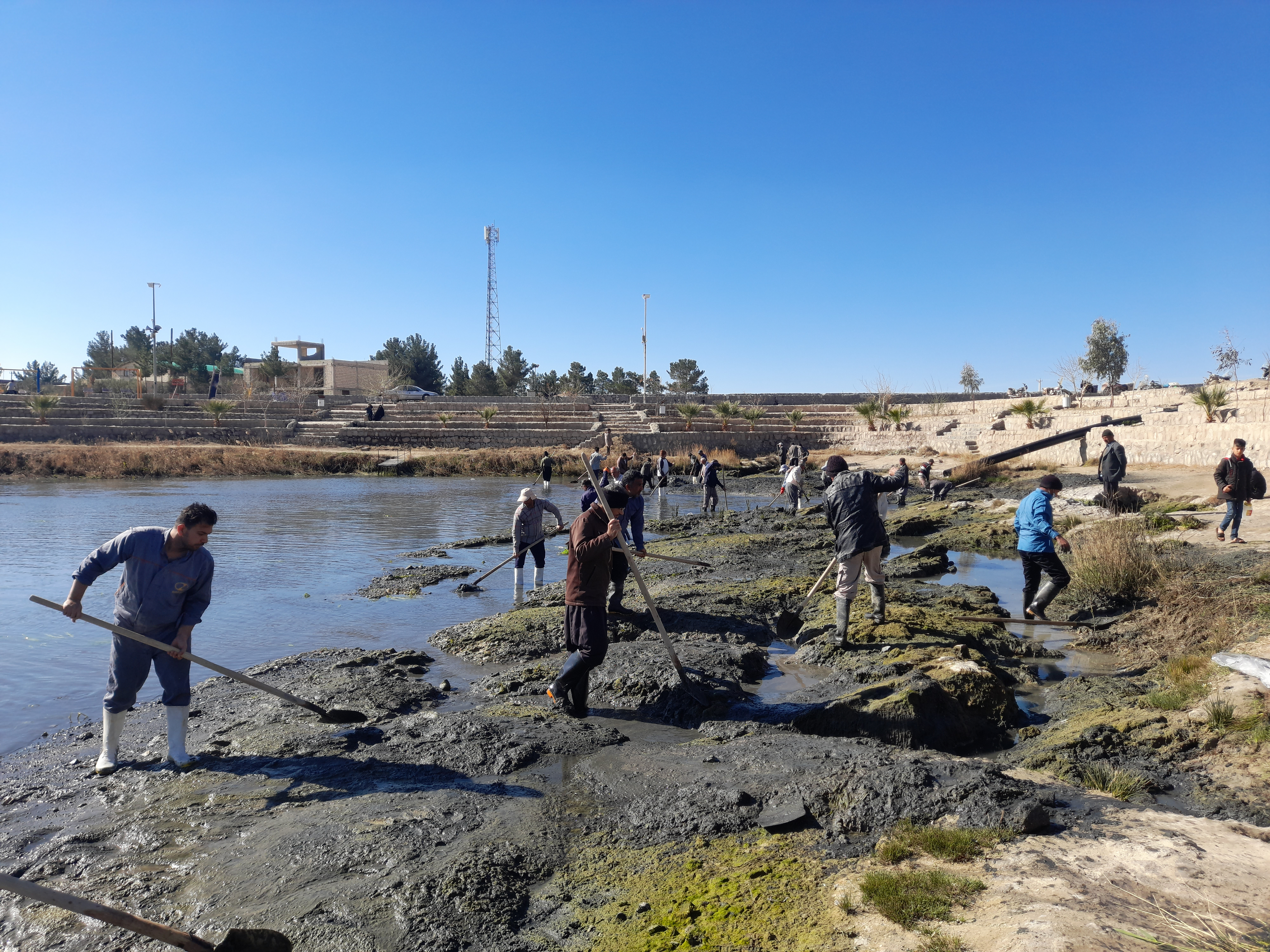
لایروبی سرچشمه

دستجرد (جرقویه) روستایی از توابع بخش جرقویه علیا شهرستان جرقویه استان اصفهان ایران است.
فاصله این روستا تا شهرستان ورزنه ۳۰ کیلومتر می‌باشد.

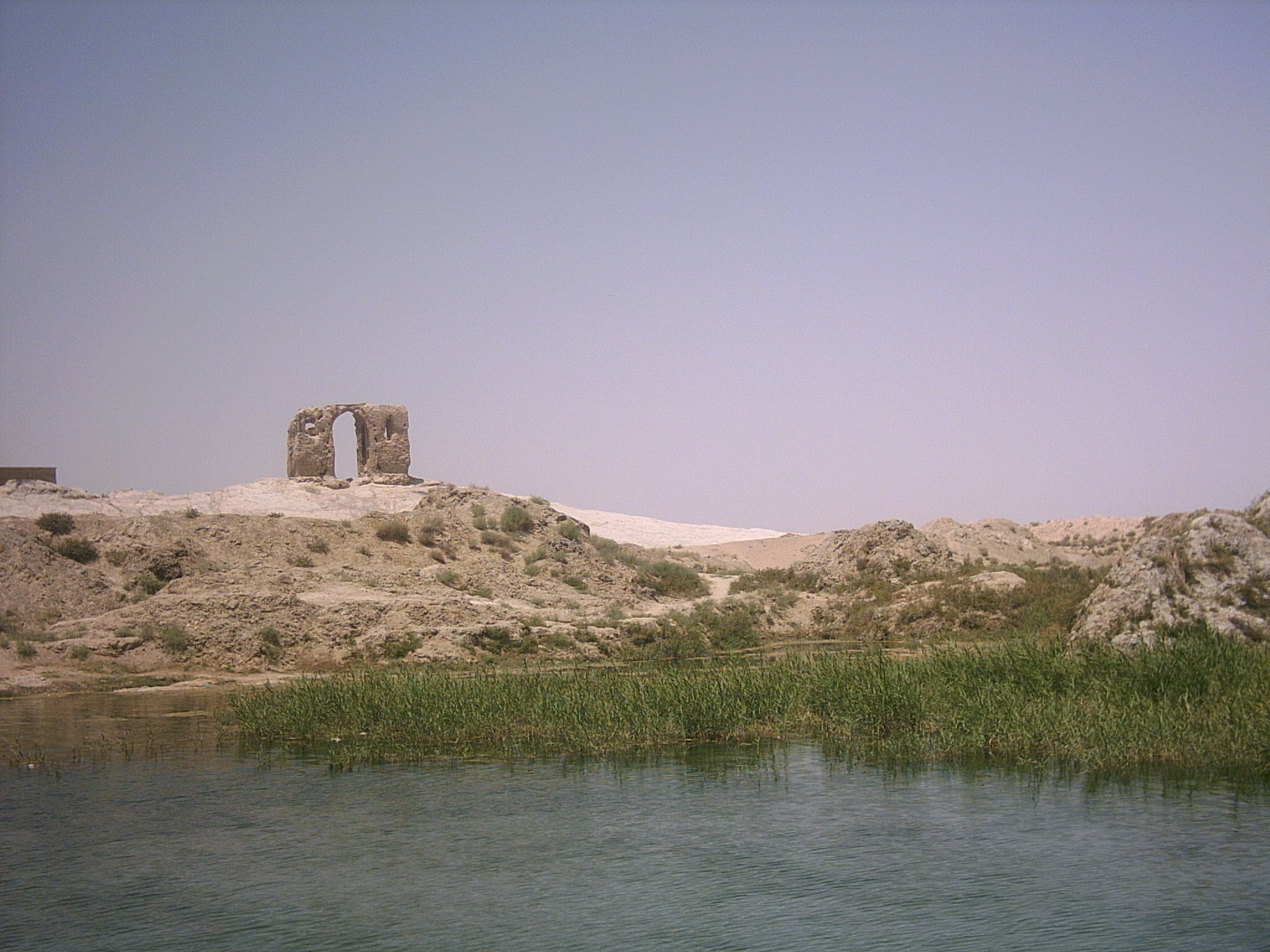
سرچشمه دستجرد

## موقعیت روستا دستجرد
این روستا در طول جغرافیایی ۳۲ درجه و ۱۶ دقیقه شمالی و عرض جغرافیایی ۵۲ درجه و ۶۲ دقیقه شرقی واقع شده‌است.
از شمال به شهرستان ورزنه  از جنوب و جنوب شرق به شهر حسن‌آباد از غرب به بخش جرقویه سفلی و از شرق به روستای کمال‌آباد محدود است.
فاصله این روستا تا اصفهان تقریباً ۱۱۰ کیلومتر است.

## نقاط زیارتی - سیاحتی
- امامزاده سلطان ابوسعید؛ در ورودی روستا گنبد این امامزاده قابل دیدن است.
- چشمه دستجرد؛ سازمان میراث فرهنگی، صنایع دستی و گردشگری اقدام به بهینه‌سازی این چشمه به عنوان یک نقطه گردشگری کرده‌است
- آتشکده (مجاور چشمه دستجرد)
- مسجد آدینه
- قلعه حسن خان (بازسازی شده‌است)
- تل ماسه‌ها (تپه‌های ماسه ای)؛ در فاصله ۳ کیلومتری دستجرد - ورزنه، اولین جاده ورودی به تل ماسه‌ها وجود دارد که ۷ کیلومتر مسیر خاکی دارد. جاده بعدی در فاصله ۱۳ کیلومتری قرار دارد که مسیر خاکی آن کمتر است.
- معدن نمک
- دیزی کوه
- زمین‌های پاقصر
- گنبد شیر
- ارگ
- مزرعه عرب

## مرکز بهداشتی
این روستا دارای یک مرکز بهداشتی درمانی است که در سال ۱۳۴۸ به بهره‌برداری رسیده‌است. آزمایشگاه این مرکز نیز در سال ۱۳۷۲ ایجاد شد.

## محصولات کشاورزی

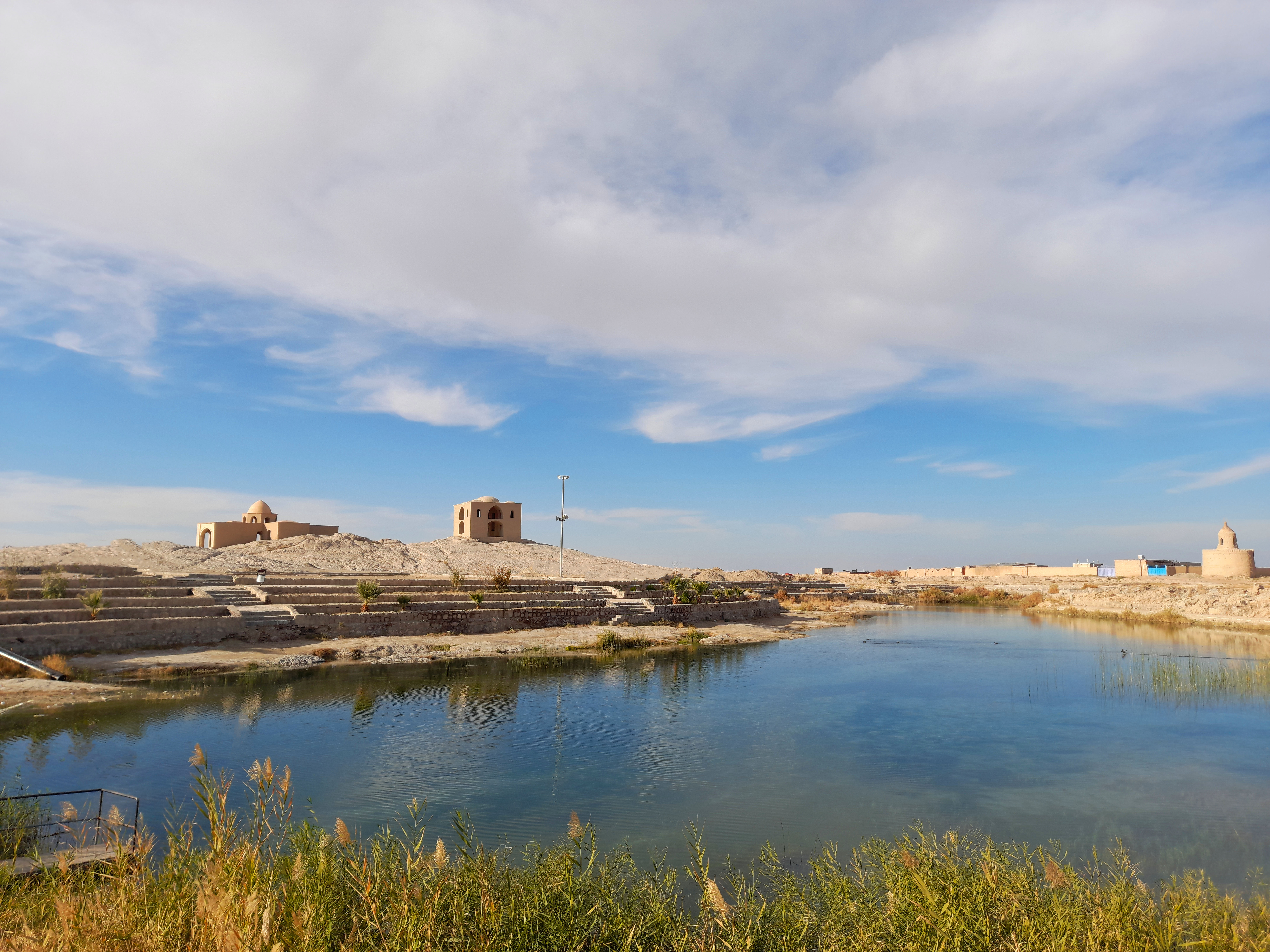
سرچشمه و چهارطاقی (بعد از بازسازی)

گندم مهم‌ترین محصول کشاورزی این روستا به‌شمار می‌رود. در چند سال اخیر گرایش مردم به کشت محصولات سازگار با اقلیم منطقه از قبیل زعفران و دانه‌های روغنی از قبیل کلزا و نیز زیتون افزوده شده‌است. کاشت درخت پسته نیز که در قدیم جزء محصولات خاص این روستا بوده و باغ‌های قدیمی پسته در روستا حاکی از این گفته‌است روبه افزایش است.

## زبان و گویش
محلی ولاتی و باز مانده ازگویش ساسانیان میباشد . 